# Jörg Endebrock
Jörg Endebrock (* 1970 in Osnabrück) ist ein deutscher Kirchenmusiker und als solcher Dirigent, Chorleiter, Cembalist und Organist.
Jörg Endebrock studierte evangelische Kirchenmusik (A-Examen) in Hamburg sowie Orgel als Stipendiat des Deutschen Akademischen Austauschdienstes e. V. in Paris bei Susan Landale am Conservatoire National de Région de Rueil-Malmaison. Im Jahr 1999 schloss er das Aufbaustudium mit einem „Prix d’éxcellence“ sowie einem „Prix de virtuosité avec félicitations“ ab. Er war Preisträger beim Internationalen César-Franck-Wettbewerb in Haarlem (2. Preis und Tournemire-Preis, 1998) sowie beim Internationalen Orgelwettbewerb der Stadt Paris (Preis für die beste Interpretation der Auftragskomposition, 1999). Schon während seiner Studienzeit sammelte er wichtige Erfahrungen in renommierten Chören, unter anderem im Chor des NDR. Von 1999 bis 2008 war er Kantor der Christuskirche Freiburg, von November 2008 bis November 2019 verantwortete er die Musik an der Lutherkirche Wiesbaden. Endebrock leitete dort den Bachchor Wiesbaden (100 Sänger) sowie den Kammerchor Wiesbaden (35 Sänger). Im Jahr 2015 gründete er die Evangelische Singakademie Wiesbaden, die aus der Kinder- und Jugendchorarbeit des Bachchors hervorging und in der rund 300 junge Sänger in 11 Gruppen wöchentlich proben.
Als Konzertorganist übt er eine rege Konzerttätigkeit in Deutschland und seinen europäischen Nachbarländern aus. Rundfunkaufnahmen beim NDR, SWR und bei Radio France sowie CD-Einspielungen runden das Bild seiner künstlerischen Tätigkeit ab. Seit 1. Januar 2020 ist er Kirchenmusiker an der Hauptkirche Sankt Michaelis in Hamburg. Er wurde dort Nachfolger von Kirchenmusikdirektor Christoph Schoener, der Ende 2019 in den Ruhestand trat.

## Diskografie
- Die Himmel erzählen die Ehre Gottes. Musik aus der Freiburger Christuskirche zu Gunsten des neuen Cembalos.Harald Braun, Lauf (Pegnitz) / Christusgemeinde Freiburg (Breisgau) 2004.
- Turm-CD. Kantoren der Freiburger Christuskirche musizieren zu Gunsten der Turmsanierung. Harald Braun, Lauf (Pegnitz) [2004].
- Chor- und Orgelmusik von Mendelssohn und Stanford. Mit dem Kammerchor des Bachchors Wiesbaden und Heidrun Kordes, Sopran [2011].
- Weihnachtliche Chor- und Orgelmusik aus der Lutherkirche Wiesbaden. Mit dem Kammerchor des Bachchors Wiesbaden. Dietrich Panke, Darmstadt [2012].
- Orgelmusik aus der Lutherkirche Wiesbaden. Jörg Endebrock spielt Werke von Bach, Bunk, Litaize, Mulet und Duruflé auf beiden Orgeln. Ingo Schmidt-Lucas, Düsseldorf [2016].
- Arrangements für zwei Orgeln und Schlagzeug. Mussorgsky (Bilder einer Ausstellung) und Rheinberger (2. Orgelkonzert). Jörg Endebrock und Susanne Rohn (Orgel), Konrad Graf (Schlagzeug). Ingo Schmidth-Lucas, Düsseldorf [2017].